# Elektromágneses mező
Az elektromágneses mező elektromos és mágneses mező által létrehozott, a tér teljességét betöltő hatásmező. Hatást gyakorol az elektromos töltésű részecskékre, mely hatást elektromágneses erőnek (más néven elektromágneses kölcsönhatásnak) neveznek. Ezek a jelenségek nagy hatással vannak a mindennapi életre, mivel a tárgyakat és az élőlényeket felépítő anyagok belső tulajdonságait nagyban meghatározzák. Az atommag és az elektronburok közötti elektromágneses vonzás tartja egyben az atomokat, valamint a molekulákat alkotó atomok közötti kémiai kötésekért is az elektromágneses kölcsönhatás felel.

## Történet

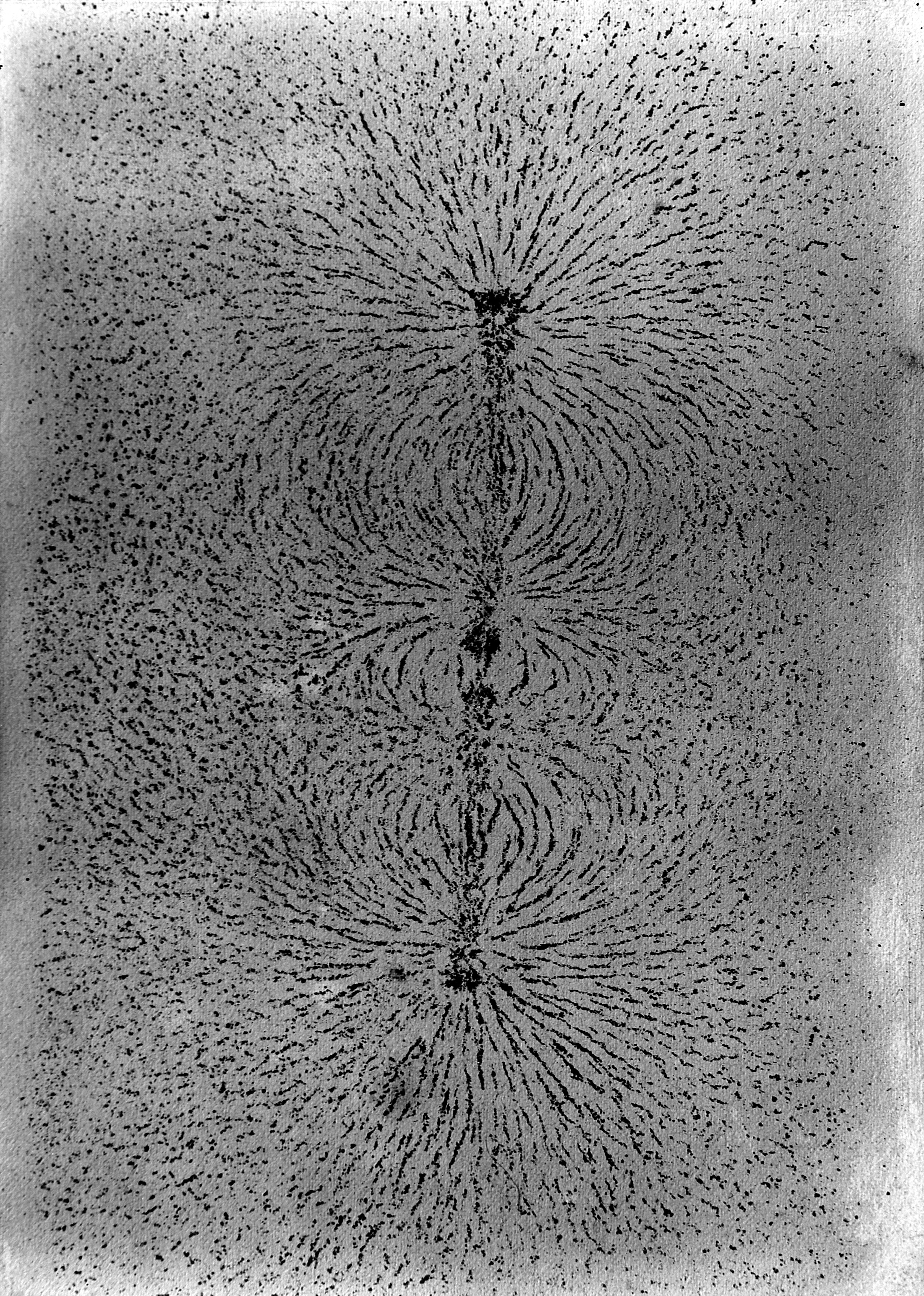
Michael Faraday vasreszelékkísérlet-eredménye. Wellcome M0000164

Az elektromágnesesség kísérleti vizsgálatát már Thalész is vizsgálta i. e. 600 körül, aki leírta, hogy állatszőrök bizonyos anyagokkal, például borostyánnal való dörzsölése statikus elektromosságot okoz. A 18. századra ismertté vált, hogy a tárgyak hordozhatnak pozitív vagy negatív elektromos töltést, hogy az ellentétes töltésű tárgyak vonzzák, az azonos töltésűek taszítják egymást, és hogy ez az erő a távolság négyzetével fordítottan arányos. Michael Faraday ezt az elektromos mezőben lévő töltések kölcsönhatásának tekintette. Elektromos mező akkor keletkezik, ha a töltés a tulajdonságait vizsgáló megfigyelőhöz képest áll, és a mágneses mező az elektromos mezővel együtt jön létre a töltés mozgásakor, elektromos áramot létrehozva a megfigyelőhöz viszonyítva. Idővel kiderült, hogy az elektromos és a mágneses mezők egy nagyobb egység – az elektromágneses mező – két része. 1820-ban Hans Christian Ørsted kimutatta, hogy az elektromos áram elfordíthat egy iránytűt, igazolva az elektromosság és a mágnesesség közeli kapcsolatát. Faraday 1831-ben megfigyelte, hogy az idővel változó mágneses mezők elektromos áramot hozhatnak létre.
1861-ben James Clerk Maxwell az addigi munkákat összegezte az elektromos és mágneses jelenségekről egy matematikai elméletbe, melyből levezette, hogy a fény elektromágneses hullám. Maxwell folytonosmező-elmélete sikeres volt, míg az anyag atommodelljét alátámasztó bizonyítékok meg nem jelentek. 1877-től Hendrik Lorentz atomi elektromágnesség-modellt fejlesztett ki, 1897-ben J. J. Thomson az elektront meghatározó kísérleteket végzett. A Lorentz-elmélet az elektromágneses mezőkben lévő szabad töltésekre működik, de a kötöttek energiaspektrumát nem mutatja meg megfelelően az atomokban és a molekulákban. Ehhez a kvantummechanika volt szükséges, létrehozva a kvantum-elektrodinamika elméletét.
Az elektromágneses mezők új elméletének gyakorlati alkalmazása a 19. század végén jelent meg. Az elektromos generátor és a motor csak empirikus ismeretek, például Faraday és Ampère törvényeinek felhasználásával és gyakorlati tapasztalattal jelentek meg.

## Elektromágneses mező energiája
Az elektromos és mágneses mező együttes jelenlétét nevezzük elektromágneses mezőnek. Dinamikai szempontból nincs lényegi különbség közöttük (mindkettő oka az elektromágneses erő), az elnevezésbeli különbség kinematikai szempontból indokolt. Ismert, hogy egy elektromosan töltött test elektrosztatikus teret hoz létre maga körül, ami vonzó vagy taszító erőként jelentkezik a térben jelenlévő töltéseken. Tehát mozgási energiájuk megváltozik, ugyanis a mező munkát végez rajtuk. A mező által végzett munka megegyezik egy, a mező állapotára jellemző mennyiség csökkenésével. Ezt a mennyiséget a mező energiájának kell tekintenünk. Ha a töltés mozgást végez már nem beszélünk elektrosztatikáról, ugyanis változó elektromos mező változó, (örvényes) mágneses mezőt hoz létre, ami Lorentz-erőként hat a mozgó töltésekre. 

### Elektromágneses mező energiája pontszerű töltésre
Pontszerű töltés mozgásegyenlete külső elektromágneses térben: {\displaystyle {\dot {\vec {p}}}=q({\vec {E}}+{\vec {v}}\times {\vec {B}})}. Ezt {\displaystyle {\vec {v}}}-vel skalárisan szorozva az eredmény:
{\displaystyle {\vec {v}}{\dot {\vec {p}}}=q{\vec {v}}\cdot {\vec {E}}}
mivel {\displaystyle {\vec {v}}\cdot {\vec {v}}\times {\vec {B}}=0}. A fenti egyenlet bal oldalán a töltés mozgási energiájának idő szerinti deriváltja áll:
{\displaystyle {\vec {v}}\cdot {\dot {\vec {p}}}=m{\vec {v}}\cdot {\dot {\vec {v}}}={\frac {\partial }{\partial t}}{\frac {m{\vec {v}}^{2}}{2}}={\frac {\partial }{\partial t}}E_{kin}},
vagyis
{\displaystyle {\frac {\partial }{\partial t}}E_{kin}=q{\vec {v}}\cdot {\vec {E}}}.
E képlet tulajdonképp nem más, mint a munkatétel egy pontszerű töltés esetére: a töltés mozgási energiájának időegységnyi megváltozása egyenlő az elektromos mező által a töltésen időegység alatt végzett munkával. Mivel a Lorentz-erő mindig merőleges a pillanatnyi elmozdulásra, ezért a mágneses mező nem végez munkát.

### Elektromágneses mező energiája folytonos töltéseloszlásra
A fentieket alkalmazva egy folytonos töltéseloszlásra, az alábbi
{\displaystyle {\frac {\partial }{\partial t}}{\mathcal {E}}_{kin}={\vec {j}}{\vec {E}}}
egyenletre jutunk, ahol {\displaystyle {\mathcal {E}}_{kin}} nem más, mint a térfogategységre jutó mozgási energia. A fenti  kifejezés nyilvánvalóan nem megmaradási tétel, azonban a Maxwell-egyenletek felhasználásával a megmaradási tételek standard alakjára hozható. Írjuk fel az alábbi két Maxwell-egyenletet:
{\displaystyle {\underline {\nabla }}\times {\vec {E}}+{\dot {\vec {B}}}=0}
{\displaystyle {\underline {\nabla }}\times {\vec {B}}-\mu _{0}\epsilon _{0}{\dot {\vec {E}}}=\mu _{0}{\vec {j}}}
Szorozzuk meg skalárisan a felsőt {\displaystyle {\vec {B}}/\mu _{0}}-val, az alsót pedig {\displaystyle {\vec {E}}/\mu _{0}}-val! A szorzás tulajdonképpen triviálisnak mondható, hiszen azt akarjuk elérni, hogy megjelenjen a fenti egyenletben lévő {\displaystyle {\vec {j}}{\vec {E}}} kifejezés.
{\displaystyle {\frac {1}{\mu _{0}}}{\vec {B}}\cdot {\underline {\nabla }}\times {\vec {E}}+{\frac {1}{\mu _{0}}}{\vec {B}}\cdot {\dot {\vec {B}}}=0}
{\displaystyle {\frac {1}{\mu _{0}}}{\vec {E}}\cdot {\underline {\nabla }}\times {\vec {B}}-\epsilon _{0}{\vec {E}}\cdot {\dot {\vec {E}}}={\vec {j}}{\vec {E}}}
Ezek után vonjuk ki az alsó egyenletből a felsőt és rendezzük át az alábbi módon:
{\displaystyle {\vec {j}}{\vec {E}}={\frac {1}{\mu _{0}}}({\vec {E}}\cdot {\underline {\nabla }}\times {\vec {B}}-{\vec {B}}\cdot {\underline {\nabla }}\times {\vec {E}})-{\frac {1}{\mu _{0}}}{\vec {B}}\cdot {\dot {\vec {B}}}-\epsilon _{0}{\vec {E}}\cdot {\dot {\vec {E}}}}
Felhasználva, hogy {\displaystyle {\vec {E}}\cdot {\underline {\nabla }}\times {\vec {B}}-{\vec {B}}\cdot {\underline {\nabla }}\times {\vec {E}}=-{\underline {\nabla }}({\vec {E}}\times {\vec {B}})}, valamint hogy {\displaystyle {\vec {B}}\cdot {\dot {\vec {B}}}={\frac {\partial }{\partial t}}{\frac {1}{2}}{\vec {B}}^{2}} és {\displaystyle {\vec {E}}\cdot {\dot {\vec {E}}}={\frac {\partial }{\partial t}}{\frac {1}{2}}{\vec {E}}^{2}}, a fenti képlet az alábbi alakra hozható:
{\displaystyle {\vec {j}}{\vec {E}}=-{\underline {\nabla }}\cdot {\frac {1}{\mu _{0}}}{\vec {E}}\times {\vec {B}}-{\frac {\partial }{\partial t}}\left({\frac {1}{2}}\epsilon _{0}{\vec {E}}^{2}+{\frac {1}{2\mu _{0}}}{\vec {B}}^{2}\right)}
Az
{\displaystyle {\vec {S}}={\frac {1}{\mu _{0}}}{\vec {E}}\times {\vec {B}}}
mennyiséget Poynting-vektor-nak nevezzük, a
{\displaystyle w^{e}={\frac {1}{2}}\epsilon _{0}{\vec {E}}^{2}}
{\displaystyle w^{m}={\frac {1}{2\mu _{0}}}{\vec {B}}^{2}}
mennyiségeket pedig rendre az elektromos és mágneses mező energiasűrűségének. Szokás a kettő összegét, azaz a
{\displaystyle w=w^{e}+w^{m}} összeget az elektromágneses mező teljes energiasűrűségének nevezni.
A fentiek alapján tehát  {\displaystyle {\frac {\partial }{\partial t}}({\mathcal {E}}_{kin}+w)+{\underline {\nabla }}{\vec {S}}=0.} egyenlet egy lokális megmaradási törvény, melyet az energiatétel differenciális alakjának nevezünk. Integrálva ezt egy rögzített {\displaystyle {\mathcal {V}}} térfogatra, melyet az {\displaystyle {\mathcal {F}}} felület határol, a következő összefüggésre jutunk:
{\displaystyle {\frac {\partial }{\partial t}}\int _{\mathcal {V}}({\mathcal {E}}_{kin}+w)d^{3}{\vec {r}}=-\int _{\mathcal {V}}{\underline {\nabla }}{\vec {S}}d^{3}{\vec {r}}=-\oint _{\mathcal {F}}{\vec {S}}{\vec {n}}df}
Tegyük most fel, hogy {\displaystyle {\mathcal {V}}} térfogat {\displaystyle {\mathcal {F}}} határán {\displaystyle {\vec {S}}={\vec {0}}}; ekkor
{\displaystyle {\frac {\partial }{\partial t}}\int _{\mathcal {V}}({\mathcal {E}}_{kin}+w)d^{3}{\vec {r}}={\frac {\partial }{\partial t}}(E_{kin}+W)=0}
összefüggésre jutunk, ahol W a mező teljes energiasűrűségének térfogati integrálja, amit a mező energiájának tekinthetünk. {\displaystyle E_{kin}} pedig nem más, mint a töltések mozgási energiája. 
Abban az esetben, ha  {\displaystyle {\vec {S}}\neq {\vec {0}}}, {\displaystyle W+E_{kin}} nem állandó, azaz a térfogatba energia áramlik be, vagy onnan ki. Ebből látszik, hogy {\displaystyle {\vec {S}}} a felületegységen időegység alatt átvitt energiát jelenti, azaz a Poynting-vektor nem más, mint a mező energiaáram-sűrűsége, azaz a teljesítménysűrűsége.
Ha a részecskék elég közel vannak egymáshoz, {\displaystyle E_{kin}}-t az anyag belső energiájának megnövekedéseként észleljük; ezt szoktuk Joule-hőnek nevezni.

## Elektromágneses mező impulzusa
A töltéssel rendelkező anyag impulzusa elektromágneses térben nem megmaradó mennyiség, mivel a töltésekre a mező erőt gyakorol. Azonban a töltések által „felvett” impulzus megegyezik egy, a mezőhöz rendelhető állapothatározó csökkenésével, melyet a mező impulzusának tekinthetünk. Ebben az esetben a töltés és a mező együttes impulzusa megmarad.
A mezőben mozgó elektromos töltés impulzusának megváltozását a
{\displaystyle {\dot {\vec {p}}}=q({\vec {E}}+{\vec {v}}\times {\vec {B}})}
mozgásegyenlet adja meg. Folytonos töltéseloszlás esetén ez a
{\displaystyle {\dot {\vec {\pi }}}=\rho {\vec {E}}+{\vec {j}}\times {\vec {B}}}
alakba írandó, ahol {\displaystyle {\vec {\pi }}} nem más, mint a mechanikai impulzussűrűség. Ez egyelőre nem megmaradási törvény, de az előzőekhez hasonlóan ezt is azzá tehetjük. Ennek módja pedig a következő:
Amennyiben 
{\displaystyle {\underline {\nabla }}{\vec {E}}={\frac {\rho }{\epsilon _{0}}}}
Maxwell-egyenletet skalárisan {\displaystyle \epsilon _{0}{\vec {E}}}-val, 
{\displaystyle {\underline {\nabla }}\times {\vec {B}}=\mu _{0}{\vec {j}}+\mu _{0}\epsilon _{0}{\frac {\partial {\vec {E}}}{\partial t}}}
Maxwell-egyenletet egy átrendezését jobbról vektoriálisan {\displaystyle {\vec {B}}/\mu _{0}}-val szorzunk, majd összeadjuk a két egyenletet, az alábbi alakra jutunk:
{\displaystyle \rho {\vec {E}}+{\vec {j}}\times {\vec {B}}=\epsilon _{0}{\vec {E}}({\underline {\nabla }}{\vec {E}})+{\frac {1}{\mu _{0}}}({\underline {\nabla }}\times {\vec {B}})\times {\vec {B}}-\epsilon _{0}{\dot {\vec {E}}}\times {\vec {B}}}
A kifejezés szimmetrikussá tehető egy nullával egyenlő kifejezés hozzáadásával. E célból {\displaystyle {\underline {\nabla }}{\vec {B}}=0} Maxwell-egyenletet szorozzuk meg {\displaystyle {\vec {B}}/\mu _{0}}-val,{\displaystyle {\underline {\nabla }}\times {\vec {E}}+{\frac {\partial {\vec {B}}}{\partial t}}=0} Maxwell-egyenletet pedig jobbról vektoriálisan {\displaystyle \epsilon _{0}{\vec {E}}}-vel! A két egyenletet összeadva az alábbi összefüggést kapjuk:
{\displaystyle 0={\frac {1}{\mu _{0}}}{\vec {B}}({\underline {\nabla }}{\vec {B}})+\epsilon _{0}({\underline {\nabla }}\times {\vec {E}})\times {\vec {E}}+\epsilon _{0}{\dot {\vec {B}}}\times {\vec {E}}}
Ezt hozzáadva a fenti egyenlethez, a
{\displaystyle {\frac {\partial }{\partial t}}\pi =\epsilon _{0}{\vec {E}}({\underline {\nabla }}{\vec {E}})+{\frac {1}{\mu _{0}}}({\underline {\nabla }}\times {\vec {B}})\times B-\epsilon _{0}{\dot {\vec {E}}}\times {\vec {B}}+{\frac {1}{\mu _{0}}}{\vec {B}}({\underline {\nabla }}{\vec {B}})+\epsilon _{0}({\underline {\nabla }}\times {\vec {E}})\times {\vec {E}}-\epsilon _{0}{\vec {E}}\times {\dot {\vec {B}}}=}
{\displaystyle =\epsilon _{0}({\vec {E}}({\underline {\nabla }}{\vec {E}})+({\underline {\nabla }}\times {\vec {E}})\times {\vec {E}})+{\frac {1}{\mu _{0}}}({\vec {B}}({\underline {\nabla }}B)+({\underline {\nabla }}\times {\vec {B}})\times {\vec {B}})-{\frac {\partial }{\partial t}}(\epsilon _{0}{\vec {E}}\times {\vec {B}})}
összefüggésre jutunk, melynek utolsó tagjában az
{\displaystyle {\vec {g}}=\epsilon _{0}{\vec {E}}\times {\vec {B}}={\frac {1}{c^{2}}}\left({\frac {1}{\mu _{0}}}{\vec {E}}\times {\vec {B}}\right)={\frac {1}{c^{2}}}{\vec {S}}}
vektor időderiváltja szerepel. {\displaystyle {\vec {g}}} vektort a mező impulzussűrűségének nevezzük.

## Elektromágneses mező energiájának térfogati sűrűsége
Ha külön-külön ismrejük az elektromos és a mágneses mező erősségét, kiszámíthatjuk az energia térfogati sűrűségét (mértékegysége J.m-3)
{\displaystyle w_{E}={\frac {1}{2}}({\vec {D}}\times {\vec {E}})}
{\displaystyle w_{M}={\frac {1}{2}}({\vec {B}}\times {\vec {H}})}
ahol D az elektromos eltolás, E az elektromos térerősség, B a mágneses indukció  és H a mágneses térerősség. Vektoriális összegük
{\displaystyle w={\frac {1}{2}}({\vec {D}}\times {\vec {E}}+{\vec {B}}\times {\vec {H}})}

## Fordítás
Ez a szócikk részben vagy egészben  az   Electromagnetic field című angol Wikipédia-szócikk ezen változatának fordításán alapul.  Az eredeti cikk szerkesztőit annak laptörténete sorolja fel. Ez a jelzés csupán a megfogalmazás eredetét és a szerzői jogokat jelzi, nem szolgál a cikkben szereplő információk forrásmegjelöléseként.